# Дебюши, Матьё
Матьё Дебюши́ (фр. Mathieu Debuchy; 28 июля 1985, Фретен, Нор, Франция) — французский футболист, защитник. Выступал за сборную Франции.

## Клубная карьера

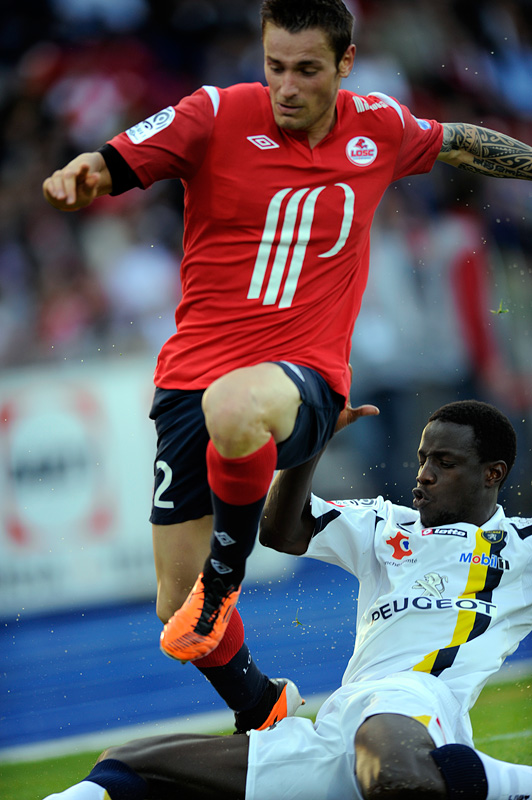
Дебюши в составе «Лилля»

### «Лилль»
Матьё с раннего детства обучался в юношеской системе «Лилля», где провёл почти десять лет. После чего был приглашён в основную команду после зимнего перерыва в чемпионате Франции сезона 2003/04. Он получил номер 33. Его дебют за основную команду состоялся 31 января 2004 в матче против ФК «Мец», в рамках чемпионата Франции. Лилль выиграл матч со счётом 1:0, а Дебюши, отыграв все 90 минут, был заменён лишь в дополнительное время. До окончания сезона Матьё ещё пять раз появился на поле, два из которых начинал в основном составе.
В следующий сезон он сменил 33 номер на 2-й. В сезоне 2004/05 он сыграл 19 матчей, в которых забил 3 гола. Свой первый гол Матьё забил в матче с «Бордо», в рамках 21 тура чемпионата Франции. Дебюши сумел отличиться уже на первой минуте матча, и в результате его команда одержала победу со счётом 3:1. Благодаря хорошей игре «Лилля» на протяжении всего сезона, команда финишировала на втором месте и получила путёвку в Лигу чемпионов.
Матьё продолжал играть в основном составе «Лилля», пока 26 марта 2006 года в матче против «Страсбура» не получил разрыв связок колена. Травма оказалась серьёзной и потребовала хирургического вмешательства, в связи с чем он не мог помочь своей команде в течение шести месяцев. Также по причине травмы пропустил молодёжный чемпионат Европы, который проводился в мае 2006 года. Несмотря на полученную травму, тогдашний тренер «Лилля» Клод Пюэль продлил контракт с Матьё до 2010 года. Залечив травму, Дебюши быстро вернулся к своей лучшей форме.

### «Ньюкасл»
4 января 2013 года перебрался в английскую Премьер-лигу, подписав контракт c «Ньюкасл Юнайтед» на пять с половиной лет.
30 июля 2013 года записал свой первый гол за «сорок» в товарищеском матче против «Сент-Миррена». Примечательно, что мяч был забит на 26 минуте матча. В «Ньюкасле» за Матьё закреплен 26 номер.
Свой первый гол в английской Премьер-лиге забил в Таин-Уирском дерби 27 октября 2013 года. Французский защитник после прострела Хатема Бен Арфа переправил мяч в ворота «Сандерленда», но несмотря на это, «Ньюкасл» проиграл 2:1.

### «Арсенал»
17 июля 2014 года Матьё Дебюши перешёл в лондонский «Арсенал». В сентябре 2014 года француз получил травму, в результате чего сумел вернуться на поле лишь в ноябре. Дебютный гол за клуб забил 21 декабря 2014 года в 17-м туре Премьер-лиги против «Ливерпуля». Череда неудач не прекратилась и 11 января 2015 года в матче 21 тура Премьер-лиги против «Сток Сити» в борьбе с Марко Арнаутовичем получил травму — вывих плеча, выбыв снова на 3 месяца.

## Международная карьера
Дебюши числился в составе молодёжной сборной Франции. 5 августа 2010 был вызван в основную сборную Лораном Бланом, для участия в товарищеском матче против сборной Норвегии 11 августа 2010.
2 октября 2011 года получил очередной вызов в сборную, поскольку правый защитник французов Бакари Санья накануне матча получил травму. 7 октября Матьё сыграл свой первый матч за Францию в игре против сборной Албании на «Стад де Франс», в котором французы победили со счетом 3-0.
На Евро-2012 был основным игроком сборной и принял участие во всех матчах своей команды, которая в четвертьфинале уступила будущим чемпионам испанцам 0:2 и покинула турнир.

## Достижения
«Лилль»
- Чемпион Франции (1): 2010/11
- Обладатель Кубка Франции (1): 2010/11
- Обладатель Кубка Интертото (1): 2004

«Арсенал»
- Обладатель Суперкубка Англии (2): 2014, 2015
- Обладатель Кубка Англии (2): 2014/15, 2016/17

## Бизнес
Является основателем компании по изготовлению настольного футбола под собственным брендом Debuchy by Toulet.

## Статистика выступлений
| Выступление      | Выступление      | Выступление      | Лига | Лига | Кубки | Кубки | Еврокубки | Еврокубки | Итого | Итого |
| Клуб             | Лига             | Сезон            | Игры | Голы | Игры  | Голы  | Игры      | Голы      | Игры  | Голы  |
| ---------------- | ---------------- | ---------------- | ---- | ---- | ----- | ----- | --------- | --------- | ----- | ----- |
| Лилль            | Лига 1           | 2003/04          | 6    | 0    | 1     | 0     | 0         | 0         | 7     | 0     |
| Лилль            | Лига 1           | 2004/05          | 19   | 3    | 4     | 0     | 10        | 1         | 33    | 4     |
| Лилль            | Лига 1           | 2005/06          | 27   | 4    | 3     | 0     | 6         | 0         | 36    | 4     |
| Лилль            | Лига 1           | 2006/07          | 22   | 1    | 4     | 0     | 5         | 0         | 31    | 1     |
| Лилль            | Лига 1           | 2007/08          | 16   | 0    | 2     | 0     | 0         | 0         | 18    | 0     |
| Лилль            | Лига 1           | 2008/09          | 30   | 0    | 4     | 1     | 0         | 0         | 34    | 1     |
| Лилль            | Лига 1           | 2009/10          | 31   | 1    | 2     | 0     | 5         | 0         | 38    | 1     |
| Лилль            | Лига 1           | 2010/11          | 35   | 2    | 8     | 0     | 6         | 0         | 49    | 2     |
| Лилль            | Лига 1           | 2011/12          | 32   | 4    | 4     | 0     | 6         | 0         | 42    | 4     |
| Лилль            | Лига 1           | 2012/13          | 15   | 0    | 0     | 0     | 3         | 0         | 18    | 0     |
| Лилль            | Итого            | Итого            | 223  | 15   | 32    | 1     | 41        | 1         | 296   | 17    |
| Ньюкасл Юнайтед  | Премьер-лига     | 2012/13          | 13   | 0    | 0     | 0     | 0         | 0         | 13    | 0     |
| Ньюкасл Юнайтед  | Премьер-лига     | 2013/14          | 29   | 1    | 3     | 0     | 0         | 0         | 32    | 1     |
| Ньюкасл Юнайтед  | Итого            | Итого            | 42   | 1    | 3     | 0     | 0         | 0         | 45    | 1     |
| Арсенал          | Премьер-лига     | 2014/15          | 10   | 1    | 1     | 0     | 3         | 0         | 14    | 1     |
| Арсенал          | Премьер-лига     | 2015/16          | 2    | 0    | 2     | 0     | 3         | 0         | 7     | 0     |
| Арсенал          | Премьер-лига     | 2016/17          | 1    | 0    | 0     | 0     | 0         | 0         | 1     | 0     |
| Арсенал          | Премьер-лига     | 2017/18          | 0    | 0    | 3     | 0     | 4         | 1         | 7     | 1     |
| Арсенал          | Итого            | Итого            | 13   | 1    | 6     | 0     | 10        | 1         | 29    | 2     |
| Бордо            | Лига 1           | → 2015/16        | 9    | 0    | 0     | 0     | 0         | 0         | 9     | 0     |
| Бордо            | Итого            | Итого            | 9    | 0    | 0     | 0     | 0         | 0         | 9     | 0     |
| Сент-Этьен       | Лига 1           | 2017/18          | 15   | 4    | 0     | 0     | 0         | 0         | 15    | 4     |
| Сент-Этьен       | Лига 1           | 2018/19          | 24   | 4    | 0     | 0     | 0         | 0         | 24    | 4     |
| Сент-Этьен       | Лига 1           | 2019/20          | 21   | 1    | 7     | 1     | 4         | 0         | 32    | 2     |
| Сент-Этьен       | Лига 1           | 2020/21          | 26   | 2    | 0     | 0     | 0         | 0         | 26    | 2     |
| Сент-Этьен       | Итого            | Итого            | 86   | 11   | 7     | 1     | 4         | 0         | 97    | 12    |
| Всего за карьеру | Всего за карьеру | Всего за карьеру | 373  | 28   | 48    | 2     | 55        | 2         | 476   | 32    |